# Raul Cortez
Raul Christiano Machado Cortez ( 28 de agosto de 1932 - 18 de julio de 2006) fue un actor, director y productor brasileño de teatro, cine y televisión. Cortez falleció de cáncer de páncreas en 2006, a los 73 años.

## Trayectoria
Iba a ser abogado , pero a los 22 años decidió cambiar los juzgados por los escenarios . Su debut fue en 1955 y al año siguiente interpretó su primer papel cinematográfico , en El pan que amasaba el diablo.
Después de participar en algunas telenovelas de los canales Excelsior , Bandeirantes y TV Tupi , Raúl Cortez debutó en la Rede Globo en octubre de 1978 en el especial " Ciranda Cirandinha ".
A pesar de ser de ascendencia española y portuguesa , fueron notables sus personajes italianos en telenovelas como O Rei do Gado, Terra Nostra y Esperança.